# Занавес (фильм, 2016)
Занавес (азерб. Pərdə) — драма азербайджанского режиссёра Эмиля Кулиева, первый фильм одноимённой трилогии. Первый показ фильма состоялся 18 марта 2016 года в Баку. По словам режиссёра, был снят практически без бюджета, а он сам и многие актёры работали бесплатно.

## Сюжет
Стремительно приближается запланированный отцом день свадьбы Лалы. Эмилю необходимо срочно действовать. И вот, подворачивается удачный случай, отец Лалы уезжает из города на пару дней в связи с подготовкой к торжеству. Эмиль решается попросить Заура о помощи в похищении его сестры. Перед Зауром дилемма: отец, традиции, авторитет в обществе или же порыв помочь другу и нежелание своей сестре той же участи что у него.

## В ролях
| Актёр                 | Роль       |
| --------------------- | ---------- |
| Турал Ахмед           | Заур       |
| Вюсал Мехралиев       | Рауф       |
| Азер Айдемир          | Фуад       |
| Заур Шафиев           | Эмин       |
| Конул Джафарзаде      | Лала       |
| Земфира Абдулсамедова | Мать       |
| Айшад Мамедов         | Отец Эмина |
| Насиба Эльдарова      | Врач       |
| Бейряк Рустамзаде     | Алишка     |

## Съёмочная группа
Режиссёр и автор сценария: Эмиль Гулиев
Продюсеры: Сардар Меликамамедов и Эмиль Гулиев
Оператор: Рауф Гурбаналиев
Режиссёр монтажа: Аскер Рагимов
Линейный продюсер: Фуад Байрамов
Исполнительный продюсер: Сергей Карпухин
Цветоустановщик (колорист): Алексей Снежкин
Второй режиссёр: Азер Айдемир
Помощник режиссёра: Ирада Айдемир